# Falsohyagnis preapicemaculata
Falsohyagnis preapicemaculata là một loài bọ cánh cứng trong họ Cerambycidae.